# Мосоро
Мосоро (порт. Mossoró) — муниципалитет в Бразилии, входит в штат Риу-Гранди-ду-Норти. Составная часть мезорегиона Запад штата Риу-Гранди-ду-Норти. Входит в экономико-статистический микрорегион Мосоро. Население составляет 229 787 человек на 2006 год. Занимает площадь 2110,207 км². Плотность населения — 108,9 чел./км².
Праздник города — 13 февраля.

## История
Город основан в 1852 году.

## Статистика
- Валовой внутренний продукт на 2004 год составляет 1 599 988 000,00 реалов (данные: Бразильский институт географии и статистики).
- Валовой внутренний продукт на душу населения на 2004 год составляет 7114,00 реалов (данные: Бразильский институт географии и статистики).
- Индекс развития человеческого потенциала на 2000 год составляет 0,735 (данные: Программа развития ООН).

## Климат

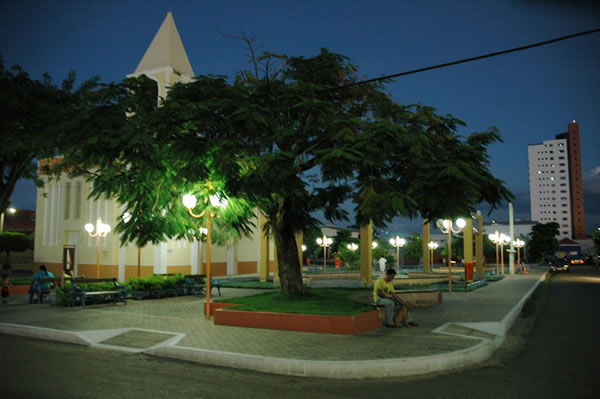

Климат местности: полупустыня.